# ۱۰۳۳ (خورشیدی)
۱۰۳۳ هزار و سی و سومین سال هجری خورشیدی است.